# Beausoleil
Beausoleil – miejscowość i gmina we Francji, w regionie Prowansja-Alpy-Lazurowe Wybrzeże, w departamencie Alpy Nadmorskie.
Według danych na rok 1990 gminę zamieszkiwało 12 326 osób, a gęstość zaludnienia wynosiła 4418 osób/km² (wśród 963 gmin regionu Prowansja-Alpy-W. Lazurowe Beausoleil plasuje się na 52. miejscu pod względem liczby ludności, natomiast pod względem powierzchni na miejscu 823.). Leży przy granicy z Monako.

## Współpraca
- Alba, Włochy